# Boettcheria styx
Boettcheria styx är en tvåvingeart som beskrevs av Thomas Pape och Dahlem 1998. Boettcheria styx ingår i släktet Boettcheria och familjen köttflugor. Inga underarter finns listade i Catalogue of Life.